# Națiunea Refugiaților
Națiunea Refugiaților reprezintă o propunere ce datează din 2015 pentru crearea unui nou stat suveran în care să se stabilească voluntar populația de refugiați din lume. În acest fel s-ar fi putut rezolva crizele refugiaților la nivel mondial. Conform estimărilor Națiunilor Unite, la momentul propunerii existau aproximativ 65 de milioane de refugiați și persoane strămutate în întreaga lume.

## Context
Proiectul „Națiunea Refugiaților” a fost lansat în iunie 2015 de Jason Buzi și a fost intens mediatizat în iulie 2015, începând cu un articol din The Washington Post.În propunerea sa, Buzi oferea o serie de alternative pentru crearea unei națiuni de refugiați, fie să se cumpere insule nelocuite de la țări precum Filipine sau Indonezia, fie o țară cu mult teren nelocuit, precum Finlanda, care să cedeze sau să vândă acest teren pentru înființarea unui nou stat, fie o mică națiune insulară, cu populație puțină care să accepte să devină o națiune de refugiați, cetățenii ei urmând să primească beneficii financiare, sau chiar să se creeze insule noi în apele internaționale ca patrie pentru refugiați.
El a redactat propunerea inițială, a creat pagina web www.refugeenation.org, o pagină de Facebook și și-a promovat proiectul prin intermediul unei agenții de PR.
Totodată a propus ca finanțarea pentru proiectul Națiunea Refugiaților să vină din partea guvernelor, a ONG-urilor, a Națiunilor Unite sau din donații private. Investitor imobiliar de succes în Bay Area, San Francisco, numărându-se printre cei 1% cei mai bogați oameni din America, Jason Buzi avusese anterior o reputație pozitivă din partea presei ca binefăcător al proiectului Hidden Cash din 2014, o vânătoare de comori cu bani.
În octombrie 2015 a fost lansată o campanie de crowdfunding (finanțare participativă) pentru Națiunea Refugiaților cu scopul de a strânge 3 miliarde de dolari pentru a cumpăra terenuri sau insule ca locuințe permanente pentru refugiații din întreaga lume.

## Simboluri propuse pentru națiune

Steagul națiunii refugiaților

Refugiata siriană Yara Said a conceput un steag roșu-portocaliu, asemănător cu vestele de salvare ale refugiaților mediteraneeni, iar un alt refugiat sirian, Moutaz Arian, a creat un imn, pentru a fi utilizate de echipa olimpică a refugiaților la Jocurile Olimpice de vară din 2016. Yara Said a descris steagul astfel „dacă ai purtat o vestă de salvare ca refugiat, vei simți ceva când vei vedea acest steag... Este o amintire puternică.”.
Deși niciunul dintre aceste simboluri nu a fost permis de Comitetul Olimpic Internațional, unii dintre susținători au folosit steagul în mod neoficial.
În iunie 2021, un emoji al steagului (🏳‍🟧‍⬛‍🟧) a fost pus la dispoziție pe WhatsApp pentru Android și iOS.
La mai puțin de două luni după ce propunerea a primit o largă acoperire mediatică, Naguib Sawiris, un miliardar egiptean, a identificat și s-a oferit să cumpere o insulă în Marea Mediterană pentru a găzdui refugiații care fugeau de conflictul din Siria.
Cu toată această susținere, Națiunea Refugiaților a rămas o propunere, fără să devină realitate, de refugiați ocupându-se în continuare organizațiile internaționale și fiind protejați de dreptul internațional.